# Sphecodes rohweri
Sphecodes rohweri là một loài Hymenoptera trong họ Halictidae. Loài này được Cockerell mô tả khoa học năm 1907.